# 帕兰加市
帕兰加市是立陶宛克萊佩達縣内的城市型市镇，位于该国西部，濒临波罗的海。市镇面積为79平方公里，2020年人口数量为16,046人。
帕兰加为立陶宛夏季最繁忙的海滨度假区，市内有沙滩（18公里长、300米宽）和沙丘。